# Liste der Ritter des Ordens Pour la vertu militaire
Diese Liste führte alle Ritter des Ordens Pour la vertu militaire (seit 1820 Militär-Verdienst-Orden) auf, der von der Stiftung 1769 bis zur Annexion des Kurfürstentums Hessen im Jahr 1866 insgesamt 242 Mal verliehen wurde.
| Lfd. Nr. | Name                                       | Verleihungsdatum   | letzter Dienstgrad/Stellung |
| -------- | ------------------------------------------ | ------------------ | --- |
| 01.      | Wilhelm von Hessen-Kassel                  | 05. März 1769      | regierender Graf von Hanau, bestieg als Kurfürst Wilhelm I. den Thron                                                           |
| 02.      | Karl von Hessen-Kassel                     | 05. März 1769      | Landgraf von Hessen-Kassel, dänischer Statthalter der Herzogtümer Schleswig und Holstein                                        |
| 03.      | Friedrich von Hessen-Kassel                | 05. März 1769      | Landgraf von Hessen-Rumpenheim                                                                                                  |
| 04.      | Moritz von Sachsen-Gotha-Altenburg         | 05. März 1769      | hessen-kasselscher Generalleutnant, Chef des vormals von Gräffendorffschen Infanterieregiments                                  |
| 05.      | Karl Leopold von Bährnfeld                 | 05. März 1769      | hessen-kasselscher Generalleutnant, Höchstkommandierender des hessischen Korps am Ende des Siebenjährigen Krieges               |
| 06.      | Heinrich Wilhelm von Wutginau              | 05. März 1769      | hessen-kasselscher General der Infanterie, Gouverneur von Burg Rheinfels                                                        |
| 07.      | Carl Johann Haubold von Bose               | 05. März 1769      | hessen-kasselscher General der Infanterie, Gouverneur von Kassel                                                                |
| 08.      | Albrecht Christian von Oheimb              | 05. März 1769      | hessen-kasselscher Generalleutnant, Gouverneur von Rinteln                                                                      |
| 09.      | Friedrich Christian von Wolff              | 05. März 1769      | hessen-kasselscher Generalleutnant, Chef eines Kürassierregiments                                                               |
| 010.     | Ernst Christoph Wilhelm von Bardeleben     | 05. März 1769      | hessen-kasselscher Generalleutnant, Geheimer Staatsminister, Gouverneur von Kassel                                              |
| 011.     | Wilhelm Maximilian von Ditfurth            | 05. März 1769      | hessen-kasselscher Generalleutnant, Gouverneur von Rheinfels und Hanau                                                          |
| 012.     | Johann Heinrich von Gohr                   | 05. März 1769      | hessen-kasselscher Generalmajor, Chef der Artillerie, Gouverneur von Ziegenhain                                                 |
| 013.     | Philipp von Heister                        | 05. März 1769      | hessen-kasselscher Generalleutnant, 1776/77 Kommandeur der hessischen Truppen während des Amerikanischen Unabhängigkeitskrieges |
| 014.     | Wilhelm Heinrich August von Donop          | 05. März 1769      | hessen-kasselscher Generalleutnant, Gouverneur von Ziegenhain                                                                   |
| 015.     | Heinrich August von Loßberg                | 05. März 1769      | hessen-kasselscher Generalleutnant, Gouverneur von Rinteln und Kassel                                                           |
| 016.     | Martin Ernst von Schlieffen                | 05. März 1769      | hessen-kasselscher Generalleutnant, Staatsminister                                                                              |
| 017.     | Wilhelm Dietrich von Wakenitz              | 05. März 1769      | hessen-kasselscher Generalleutnant, Staatsminister                                                                              |
| 018.     | Carl Wilhelm von Schlotheim                | 05. März 1769      | hessen-kasselscher Generalleutnant, Vizekommandant von Kassel                                                                   |
| 019.     | Wilhelm zu Innhausen und Knyphausen        | 05. März 1769      | hessen-kasselscher Generalleutnant, 1777/82 Kommandeur der hessischen Truppen während des Amerikanischen Unabhängigkeitskrieges |
| 020.     | Karl Levin von Trümbach                    | 05. März 1769      | hessen-kasselscher Generalleutnant                                                                                              |
| 021.     | Mordian von Bischhausen                    | 05. März 1769      | hessen-kasselscher Generalleutnant                                                                                              |
| 022.     | Clemens Ferdinand von Hachenberg           | 05. März 1769      | hessen-kasselscher Generalleutnant                                                                                              |
| 023.     | Friedrich Christian von Jungken            | 05. März 1769      | hessen-kasselscher Generalleutnant, Gouverneur von Rinteln                                                                      |
| 024.     | Johann Wilhelm von Gohr                    | 05. März 1769      | hessen-kasselscher Generalmajor, Präsident der Kunstakademie                                                                    |
| 025.     | Karl Emil von Donop                        | 05. März 1769      | hessen-kasselscher Oberst |
| 026.     | Carl August von Oeynhausen                 | 05. März 1769      | trat 1776 in portugiesische Dienste, wurde Gesandter in Wien und starb 1793 als Generalleutnant und Statthalter der Algarve     |
| 027.     | Carl Albrecht von Wreech                   | 05. März 1769      | hessen-kasselscher Oberst |
| 028.     | Nikolaus Heinrich von Schönfeld            | 05. März 1769      | hessen-kasselscher Generalmajor, später preußischer Generalleutnant und Gouverneur von Schweidnitz                              |
| 029.     | Friedrich Wilhelm von Stiernberg           | 05. März 1769      | Flügeladjutant des Landgrafen                                                                                                   |
| 030.     | Georg Wolff von Gudenberg                  | 07. März 1769      | hessen-kasselscher Generalleutnant, Gouverneur von Kassel                                                                       |
| 031.     | Werner von Mirbach                         | 05. Juni 1770      | hessen-kasselscher Generalleutnant, Kommandant von Ziegenhain                                                                   |
| 032.     | Johann Daniel Stirn                        | 05. Juni 1770      | hessen-kasselscher Generalmajor                                                                                                 |
| 033.     | Martin Conrad Schmitt                      | 05. Juni 1770      | hessen-kasselscher Generalmajor                                                                                                 |
| 034.     | Friedrich Ernst August von Marschall       | 05. Juni 1770      | hessen-kasselscher Generalmajor                                                                                                 |
| 035.     | Johann Georg von Balecke                   | 05. Juni 1770      | hessen-kasselscher Generalmajor                                                                                                 |
| 036.     | Georg Adam von Dalwigk                     | 05. Juni 1770      | hessen-kasselscher General der Kavallerie, Gouverneur von Hanau                                                                 |
| 037.     | Heinrich Christoph Bröckel                 | 23. Mai 1772       | hessen-kasselscher Generalmajor, Chef des Ingenieurkorps                                                                        |
| 038.     | Carl von Huyne                             | 23. Mai 1772       | hessen-kasselscher Generalleutnant                                                                                              |
| 039.     | Friedrich Wilhelm von Loßberg              | 23. Mai 1772       | hessen-kasselscher Generalleutnant, Gouverneur von Rinteln                                                                      |
| 040.     | Henrich Anton von Heeringen                | 23. Mai 1772       | hessen-kasselscher Oberst |
| 041.     | Carl Ernst Johann von Bose                 | 23. Mai 1772       | hessen-kasselscher Generalleutnant, Oberamtmann zu Schmalkalden                                                                 |
| 042.     | Carl Christoph von Buttar                  | 23. Mai 1772       | hessen-kasselscher Generalmajor                                                                                                 |
| 043.     | Albert Ludwig von Dietmar                  | 23. Mai 1772       | hessen-kasselscher Generalmajor                                                                                                 |
| 044.     | Johann Ludwig von Graeffendorff            | 23. Mai 1772       | hessen-kasselscher Generalmajor                                                                                                 |
| 045.     | Julius von Kospoth                         | 23. Mai 1772       | hessen-kasselscher Generalleutnant                                                                                              |
| 046.     | Carl Wilhelm von Hachenberg                | 23. Mai 1772       | hessen-kasselscher Generalmajor                                                                                                 |
| 047.     | Hans Bernhard von Biesenrodt               | 23. Mai 1772       | hessen-kasselscher Generalleutnant                                                                                              |
| 048.     | Carl Ernst von Bischhausen                 | 23. Mai 1772       | hessen-kasselscher Generalmajor                                                                                                 |
| 049.     | Friedrich Wilhelm von Wurmb                | 23. Mai 1772       | hessen-kasselscher Generalleutnant                                                                                              |
| 050.     | Johann Ludwig Ferdinand von Stein          | 20. November 1775  | hessen-kasselscher Generalleutnant                                                                                              |
| 051.     | Ernst Heinrich von Wilcke                  | 20. November 1775  | hessen-kasselscher Generalleutnant, Kommandant von Rheinfels                                                                    |
| 052.     | Friedrich Treusch von Buttlar              | 20. November 1775  | hessen-kasselscher Generalleutnant                                                                                              |
| 053.     | David von Gosen                            | 20. November 1775  | hessen-kasselscher Generalleutnant                                                                                              |
| 054.     | Johann August von Loos                     | 20. November 1775  | hessen-kasselscher Generalmajor                                                                                                 |
| 055.     | Hans Heinrich Heldring                     | 20. November 1775  | hessen-kasselscher Generalmajor, Kommandant von Rinteln                                                                         |
| 056.     | Adolf von Wissenbach                       | 20. November 1775  | hessen-kasselscher Generalleutnant                                                                                              |
| 057.     | Wilhelm von Stieglitz                      | 20. November 1775  | hessen-kasselscher Generalmajor                                                                                                 |
| 058.     | Wolfgang Friedrich von Wöllwarth           | 20. November 1775  | hessen-kasselscher Oberst |
| 059.     | Johann Rall                                | 20. November 1775  | hessen-kasselscher Oberst |
| 060.     | Philipp von Balby                          | 20. November 1775  | Chef des Ingenieurkorps |
| 061.     | Conrad Hilmar von der Malsburg             | 20. November 1775  | hessen-kasselscher Oberst |
| 062.     | Ludwig Lemppe                              | 20. November 1775  | hessen-kasselscher Generalmajor der Artillerie                                                                                  |
| 063.     | Heinich Block                              | 29. November 1776  | hessen-kasselscher Oberst |
| 064.     | Heinrich von Borck                         | 21. Februar 1777   | hessen-kasselscher Oberst, Kommandant von Ziegenhain                                                                            |
| 065.     | Louis d`Angelelli                          | 06. April 1777     | hessen-kasselscher Generalleutnant                                                                                              |
| 066.     | Johann Christoph von Huyne                 | 06. April 1777     | hessen-kasselscher Generalmajor                                                                                                 |
| 067.     | Johann Wilhelm Schreiber                   | 06. April 1777     | hessen-kasselscher Generalmajor                                                                                                 |
| 068.     | Friedrich Ludwig von Minnigerode           | 06. April 1777     | hessen-kasselscher Oberst |
| 069.     | Ludwig Johann Adolf von Wurmb              | 06. April 1777     | hessen-kasselscher Generalleutnant                                                                                              |
| 070.     | Johann Philipp von Wurmb                   | 06. April 1777     | hessen-kasselscher Generalmajor                                                                                                 |
| 071.     | Friedrich von Stamford                     | 06. April 1777     | hessen-kasselscher Major, Kriegsrat                                                                                             |
| 072.     | August von Wreden                          | 06. April 1777     | hessen-kasselscher Kapitän, später als Oberst in Darmstädter Diensten                                                           |
| 073.     | Johann von Ewald                           | 06. April 1777     | hessen-kasselscher Kapitän, später dänischer Generalleutnant                                                                    |
| 074.     | Friedrich von Gröning                      | 06. April 1777     | hessen-kasselscher Kapitän |
| 075.     | August von Lützow                          | 01. Januar 1778    | hessen-kasselscher Generalmajor                                                                                                 |
| 076.     | August Gerhard von Schmied                 | 05. Juni 1778      | hessen-kasselscher Generalmajor, Kommandant von Schmalkalden                                                                    |
| 077.     | Philipp Valentin von Resius                | 05. Juni 1778      | hessen-kasselscher Generalmajor, Kommandant von Rheinfels                                                                       |
| 078.     | Carl Erdmann von Hanstein                  | 05. Juli 1778      | hessen-kasselscher Generalleutnant                                                                                              |
| 079.     | Carl Leopold von Bülow                     | 05. Juli 1778      | hessen-kasselscher Generalmajor, Kommandant von Rinteln                                                                         |
| 080.     | Wilhelm Ernst von Winzingerode             | 05. Juli 1778      | hessen-kasselscher Oberst |
| 081.     | Friedrich von der Malsburg                 | 05. Juli 1778      | hessen-kasselscher Oberstleutnant                                                                                               |
| 082.     | Johann du Buy                              | 19. Oktober 1780   | hessen-kasselscher Oberst |
| 083.     | Hans von Knoblauch                         | 18. Januar 1781    | hessen-kasselscher Generalmajor, Kommandant von Ziegenhain                                                                      |
| 084.     | Carl von Seitz                             | 18. Januar 1781    | hessen-kasselscher Oberst |
| 085.     | Rudolf von Bünau                           | 18. Januar 1781    | hessen-kasselscher Generalmajor                                                                                                 |
| 086.     | Max von Westerhagen                        | 18. Januar 1781    | hessen-kasselscher Oberst |
| 087.     | Carl von Romrodt                           | 18. Januar 1781    | hessen-kasselscher Oberst |
| 088.     | Heinrich Walrab von Keudell                | 18. Januar 1781    | hessen-kasselscher Generalmajor                                                                                                 |
| 089.     | Johann Friedrich von Cochenhausen          | 18. Januar 1781    | hessen-kasselscher Generalmajor                                                                                                 |
| 090.     | Ernst Carl von Prüscheneck                 | 12. November 1781  | hessen-kasselscher Generalmajor, Kommandant von Ziegenhain                                                                      |
| 091.     | Wilhelm von Andreson                       | 11. März 1782      | hessen-kasselscher Sekondeleutnant, 1790 als Deserteur des Ordens unwürdig erklärt                                              |
| 092.     | Otto Herrmann von Wilmowsky                | 08. April 1782     | hessen-kasselscher Generalmajor                                                                                                 |
| 093.     | Johann Christoph Wittenius                 | 16. August 1782    | hessen-kasselscher Oberst, Kommandeur des Kadettenkorps                                                                         |
| 094.     | Franz Scheffer                             | 13. Februar 1783   | hessen-kasselscher Generalmajor                                                                                                 |
| 095.     | Carl Philipp Heymel                        | 13. Februar 1783   | hessen-kasselscher Oberst, Kommandant von Rheinfels                                                                             |
| 096.     | Ferdinand Ludwig von Benning               | 13. Februar 1783   | hessen-kasselscher Generalleutnant, Vizekommandant von Kassel                                                                   |
| 097.     | Friedrich von Hessen-Kassel                | 11. Mai 1783       | |
| 098.     | Karl von Hessen-Philippsthal               | 22. Mai 1784       | hessen-kasselscher Oberst |
| 099.     | Wilhelm von Hessen-Kassel                  | 29. Mai 1785       | seit 1821 Kurfürst von Hessen-Kassel                                                                                            |
| 0100.    | Ferdinand Heinrich von Schuler             | 29. Mai 1785       | hessen-kasselscher Oberst |
| 101.     | Georg von Lengerke                         | 29. Mai 1785       | hessen-kasselscher Generalmajor                                                                                                 |
| 102.     | Wilhelm von Löwenstein                     | 29. Mai 1785       | hessen-kasselscher Oberst |
| 103.     | Ernst Hinthe                               | 29. Mai 1785       | hessen-kasselscher Oberst |
| 104.     | Otto von Linsingen                         | 29. Mai 1785       | hessen-kasselscher Generalleutnant, Gouverneur von Rinteln                                                                      |
| 105.     | Georg August von Stückradt                 | 29. Mai 1785       | hessen-kasselscher Oberst |
| 106.     | Carl Wilhelm von Schlotheim                | 27. Mai 1787       | hessen-kasselscher Generalmajor                                                                                                 |
| 107.     | Friedrich Wilhelm von Urff                 | 27. Mai 1787       | hessen-kasselscher Oberst |
| 108.     | Wilhelm Julius von Schenck                 | 27. Mai 1787       | hessen-kasselscher Generalleutnant, Gouverneur von Ziegenhain                                                                   |
| 109.     | Johann Schreiber                           | 27. Mai 1787       | hessen-kasselscher Generalleutnant                                                                                              |
| 110.     | Johann Christoph Lentz                     | 27. Mai 1787       | hessen-kasselscher Oberst, trat in preußische Dienste                                                                           |
| 111.     | Carl Adam von Creutzburg                   | 27. Mai 1787       | hessen-kasselscher Oberst, Oberkämmerer in Kassel                                                                               |
| 112.     | Ernst Philipp von Wintzingerode            | 27. Mai 1787       | hessen-kasselscher Oberst |
| 113.     | Christian von Kutzleben                    | 30. Juli 1790      | hessen-kasselscher Oberst, Gesandter in England                                                                                 |
| 114.     | Ernst von Rüchel                           | 30. Oktober 1792   | preußischer General der Infanterie, erster nichthessischer Ritter des Ordens                                                    |
| 115.     | Friedrich von Hessen-Kassel                | 18. November 1792  | hessen-kasselscher Generalmajor, später dänischer Generalleutnant                                                               |
| 116.     | Wilhelm von Lindau                         | 30. November 1792  | hessen-kasselscher Stabskapitän                                                                                                 |
| 117.     | Friedrich Heinrich von Kleist              | 08. Dezember 1792  | hessen-kasselscher Major |
| 118.     | Lebrecht von Radt                          | 08. Dezember 1792  | preußischer Leutnant der Kavallerie                                                                                             |
| 119.     | Carl Friedrich von der Trenck              | 08. Dezember 1792  | preußischer Major der Kavallerie                                                                                                |
| 120.     | Ernst Ludwig Plümcke                       | 08. Dezember 1792  | preußischer Major der Artillerie                                                                                                |
| 121.     | Arnst August Faber                         | 08. Dezember 1792  | preußischer Leutnant der Artillerie                                                                                             |
| 122.     | Robert Jakob von Staal                     | 08. Dezember 1792  | hessen-kasselscher Generalleutnant                                                                                              |
| 123.     | Franz von Dalwigk                          | 08. Dezember 1792  | hessen-kasselscher Major |
| 124.     | Carl von Hachenberg                        | 08. Dezember 1792  | hessen-kasselscher Major |
| 125.     | Johann Engelhard                           | 08. Dezember 1792  | hessen-kasselscher Oberstleutnant, Zeughausdirektor von Kassel                                                                  |
| 126.     | Matthias von Fuchs                         | 09. Dezember 1792  | hessen-kasselscher Generalmajor                                                                                                 |
| 127.     | Werner von Offenbach                       | 09. Dezember 1792  | hessen-kasselscher Major |
| 128.     | Carl Ludwig Riepe                          | 09. Dezember 1792  | hessen-kasselscher Leutnant von der Artillerie                                                                                  |
| 129.     | Karl Friedrich von Hirschfeld              | 30. Januar 1793    | preußischer General der Infanterie                                                                                              |
| 130.     | Christian Friedrich von der Osten          | 09. Februar 1793   | preußischer Generalmajor |
| 131.     | Johann Vogt                                | 05. März 1793      | hessen-kasselscher Kapitän |
| 132.     | Carl Reinhard von Motz                     | 31. August 1793    | hessen-kasselscher Generalmajor                                                                                                 |
| 133.     | Karl von Münchhausen                       | 31. August 1793    | hessen-kasselscher Kapitän, Oberförster                                                                                         |
| 134.     | Carl Ludwig Wolff                          | 31. August 1793    | hessen-kasselscher Sekondeleutnant, später k.k. Major                                                                           |
| 135.     | Alexander Hegemann                         | 31. August 1793    | hessen-kasselscher Kapitän |
| 136.     | Franz Wetzel                               | 31. August 1793    | hessen-kasselscher Sekondeleutnant, später preußischer Oberstleutnant                                                           |
| 137.     | Adam Ludwig Ochs                           | 02. September 1793 | hessen-kasselscher Generalmajor                                                                                                 |
| 138.     | Hans von Thümmel                           | 02. September 1793 | hessen-kasselscher Kapitän, Oberhofmeister                                                                                      |
| 139.     | Johann Flies                               | 02. September 1793 | hessen-kasselscher Oberst |
| 140.     | Christian von Waldschmidt                  | 02. September 1793 | hessen-kasselscher Premierleutnant, Präfekturrat                                                                                |
| 141.     | Georg Schneider                            | 02. September 1793 | hessen-kasselscher Kapitän |
| 142.     | Friedrich Georg von Stein                  | 14. November 1793  | hessen-kasselscher Oberst |
| 143.     | Karl Georg Ludwig von Wurmb                | 14. November 1793  | hessen-kasselscher Generalleutnant                                                                                              |
| 144.     | Wilhelm Heinrich von Solms-Braunfels       | 14. November 1793  | hessen-kasselscher Generalmajor                                                                                                 |
| 145.     | August von Lehsten                         | 14. November 1793  | hessen-kasselscher Generalmajor                                                                                                 |
| 145.     | August von Lehsten                         | 14. November 1793  | hessen-kasselscher Generalmajor                                                                                                 |
| 146.     | Anton Wilhelm von Stein                    | 24. Dezember 1793  | hessen-kasselscher Generalleutnant                                                                                              |
| 147.     | Heinrich von Schabitz                      | 13. Januar 1794    | K.k. Oberstleutnant der Artillerie                                                                                              |
| 148.     | Friedrich Ludwig von Hohenlohe-Ingelfingen | 14. Oktober 1795   | preußischer General der Infanterie                                                                                              |
| 149.     | Karl Leopold von Köckritz                  | 16. Mai 1802       | preußischer Generalleutnant |
| 150.     | Wilhelm Mensing                            | 14. Dezember 1806  | hessen-kasselscher Oberstleutnant                                                                                               |
| 151.     | von Steinmetzen                            | 20. März 1809      | K.k. Oberst |
| 152.     | Joseph Rosener von Roseneck                | 10. Juli 1809      | K.k. Feldmarschallleutnant, Kommandant von Arad                                                                                 |
| 153.     | Ernst von Hessen-Philippsthal-Barchfeld    | 14. Dezember 1812  | russischer General der Kavallerie                                                                                               |
| 154.     | Johann August von Müller                   | 25. Januar 1813    | hessen-kasselscher Generalleutnant                                                                                              |
| 155.     | Wilhelm August Engelhard                   | 27. Januar 1813    | hessen-kasselscher Generalleutnant, Chef der Artillerie                                                                         |
| 156.     | Ernst von Dalwigk                          | 14. September 1813 | hessen-kasselscher Oberstleutnant                                                                                               |
| 157.     | August Ferdinand Fenner                    | 15. November 1813  | hessen-kasselscher Kapitän, Kreisrat                                                                                            |
| 158.     | Theodor von Wacquant-Geozelles             | 21. Dezember 1813  | K.k. Feldzeugmeister, Gesandter in Kassel                                                                                       |
| 159.     | Carl von Waldschmidt                       | 09. Januar 1814    | hessen-kasselscher Kapitän, sachsen-hildburgscher Oberhofmarschall                                                              |
| 160.     | Carl Friedrich von Baumbach                | 27. Februar 1814   | hessen-kasselscher Major |
| 161.     | Otton von der Malsburg                     | 20. April 1814     | hessen-kasselscher Major |
| 162.     | von Milanes                                | 28. April 1814     | K.k. Oberstleutnant |
| 163.     | von Röder                                  | 20. Mai 1814       | preußischer Major, Regierungsrat                                                                                                |
| 164.     | Alexander Iwanowitsch Tschernyschow        | 17. Juni 1814      | russischer General, Kriegsminister                                                                                              |
| 165.     | Friedrich von Bötticher                    | 17. Juni 1814      | russischer Major, später preußischer Oberst                                                                                     |
| 166.     | Wilhelm von Hessenstein                    | 18. Juni 1814      | K.k. Rittmeister, mecklenburg-schwerinscher Oberhofmarschall                                                                    |
| 167.     | Carl von Hessenstein                       | 18. Juni 1814      | hessen-kasselscher Rittmeister, Flügeladjutant                                                                                  |
| 168.     | Friedrich Wilhelm von Hessen               | 10. Juli 1814      | preußischer General der Kavallerie                                                                                              |
| 169.     | Wilhelm von Hessen-Philippsthal-Barchfeld  | 10. Juli 1814      | dänischer Generalmajor |
| 170.     | Wilhelm von Hessen                         | 30. August 1814    | hessen-kasselscher General der Infanterie                                                                                       |
| 171.     | Karl von Hessen-Philippsthal-Barchfeld     | 30. August 1814    | hessen-kasselscher Generalleutnant                                                                                              |
| 172.     | Friedrich Wilhelm von Schlotheim           | 30. November 1814  | K.k. Feldmarschallleutnant |
| 173.     | Friedrich Wilhelm Mertz                    | 03. Dezember 1814  | K.k. Feldmarschallleutnant, Kommandant von Komorn                                                                               |
| 174.     | Friedrich von Ende                         | 07. Dezember 1814  | preußischer Generalleutnant |
| 175.     | Julius von Haynau                          | 05. Januar 1815    | K.k Feldzeugmeister |
| 176.     | Simonyi von Vitezvar                       | 25. Januar 1815    | K.k. Oberst |
| 177.     | George Hanger, 4. Baron Coleraine          | 08. Februar 1815   | britischer Generalmajor |
| 178.     | Ludwig von Haenlein                        | 05. März 1815      | preußischer Leutnant, Gesandter in Kassel                                                                                       |
| 179.     | Pawel Alexandrowitsch Stroganow            | 26. Mai 1815       | russischer Generalleutnant |
| 180.     | Michail Semjonowitsch Woronzow             | 26. Mai 1815       | russischer Feldmarschall |
| 181.     | Joseph Cornelius O’Rourke                  | 26. Mai 1815       | russischer General der Kavallerie                                                                                               |
| 182.     | Michail von Balck                          | 26. Mai 1815       | russischer Generalmajor |
| 183.     | Alexander Sergejewitsch Menschikow         | 26. Mai 1815       | russischer Generalmajor, Admiral                                                                                                |
| 184.     | Robert von Renny                           | 26. Mai 1815       | russischer Generalmajor |
| 185.     | Sergei Grigorjewitsch Wolkonski            | 26. Mai 1815       | russischer Generalmajor |
| 186.     | Nikolai von Zagzasky                       | 26. Mai 1815       | russischer Generalmajor |
| 187.     | Lew Alexandrowitsch Naryschkin             | 26. Mai 1815       | russischer Generalmajor |
| 188.     | Carl Magnus von der Pahlen                 | 26. Mai 1815       | russischer General der Kavallerie                                                                                               |
| 189.     | Alexis von Gurjew                          | 26. Mai 1815       | russischer Generalmajor |
| 190.     | Spirid. Gevachoff                          | 26. Mai 1815       | russischer Generalmajor |
| 191.     | Paul von Brosin                            | 26. Mai 1815       | russischer Oberst |
| 192.     | Nikita von Pancratieff                     | 26. Mai 1815       | russischer Oberst |
| 193.     | Gustav von Igelström                       | 26. Mai 1815       | russischer Oberst |
| 194.     | Leon von Woyewodsky                        | 26. Mai 1815       | russischer Oberst |
| 195.     | Jason von Chrapowitzky                     | 26. Mai 1815       | russischer Oberst, Staatsrat |
| 196.     | Stephan von Chrapowitzky                   | 26. Mai 1815       | russischer Oberst, Generaladjutant                                                                                              |
| 197.     | Carl von Gunderstrup                       | 26. Mai 1815       | russischer Oberst |
| 198.     | Philipp von Jachontow                      | 26. Mai 1815       | russischer Oberst |
| 199.     | Christian von Borissow                     | 26. Mai 1815       | russischer Oberst |
| 200.     | Nikolai von Melnikow                       | 26. Mai 1815       | russischer Oberst |
| 201.     | Gabr. von Wyszeslawzow                     | 26. Mai 1815       | russischer Generalleutnant, Gouverneur von Astrachan                                                                            |
| 202.     | Wilhelm von Kochanow                       | 26. Mai 1815       | russischer Oberstleutnant |
| 203.     | Ludwig von Kuhn                            | 26. Mai 1815       | russischer Oberstleutnant, später französischer Oberst                                                                          |
| 204.     | Andr. von Loschkarew                       | 26. Mai 1815       | russischer Oberstleutnant |
| 205.     | Pet. von Bogdanowicz                       | 26. Mai 1815       | russischer Oberstleutnant |
| 206.     | Wilhelm von Urff                           | 28. Mai 1815       | hessen-kasselscher Generalleutnant, Kommandant von Kassel                                                                       |
| 207.     | Friedrich von Graeffendorff                | 28. Mai 1815       | hessen-kasselscher Generalmajor                                                                                                 |
| 208.     | Ernst Scheffer                             | 12. Juli 1815      | hessen-kasselscher Generalmajor                                                                                                 |
| 209.     | Ludwig Boedicker                           | 12. Juli 1815      | hessen-kasselscher Generalleutnant, Kommandant von Kassel                                                                       |
| 210.     | Wilhelm von Zastrow                        | 16. Juli 1815      | preußischer General der Infanterie, Gesandter in Kassel                                                                         |
| 211.     | Carl von Haynau                            | 19. August 1815    | hessen-kasselscher Generalleutnant                                                                                              |
| 212.     | Carl Zinck                                 | 19. August 1815    | hessen-kasselscher Generalmajor                                                                                                 |
| 213.     | Friedrich von Dörnberg                     | 19. August 1815    | hessen-kasselscher Generalmajor                                                                                                 |
| 214.     | Georg Karl von Hessen                      | 24. Dezember 1815  | hessen-kasselscher General der Kavallerie                                                                                       |
| 215.     | Georg von Scheither                        | 10. Januar 1816    | K.k. Generalmajor |
| 216.     | Leopold von Daier-Silbach                  | 30. Januar 1816    | K.k. Hauptmann, Gesandter am brasilianischen Hof                                                                                |
| 217.     | Ludwig Wilhelm von Solms-Braunfels         | 07. Februar 1816   | hessen-kasselscher Generalleutnant, Gouverneur von Rinteln                                                                      |
| 218.     | Franz Wilhelm Koehler                      | 07. Februar 1816   | hessen-kasselscher Oberst |
| 219.     | Albrecht von Bardeleben                    | 07. Februar 1816   | hessen-kasselscher Generalleutnant, Kriegsminister                                                                              |
| 220.     | Hermann Gottlob von Greiffenegg            | 27. September 1816 | K.k. Oberst, Gesandter in Kassel                                                                                                |
| 221.     | Ernst von Spiegel zum Desenberg            | 18. Oktober 1816   | hessen-kasselscher Generalmajor                                                                                                 |
| 222.     | Friedrich von Kielmansegg                  | 10. August 1817    | hannoverscher Generalleutnant                                                                                                   |
| 223.     | Sartorius von Schwanenfeld                 | 20. Oktober 1817   | preußischer Generalmajor |
| 224.     | Georg von Langenschwarz                    | 21. November 1817  | hessen-kasselscher Generalmajor                                                                                                 |
| 225.     | Carl Ludwig August von Benning             | 21. November 1817  | hessen-kasselscher Oberst |
| 226.     | Ferdinand von Hanstein                     | 15. März 1818      | K.k. Rittmeister |
| 227.     | Wilhelm von Langenau                       | 17. Juni 1818      | K.k. Feldmarschallleutnant |
| 228.     | von Zitzewitz                              | 22. Dezember 1818  | preußischer Major |
| 229.     | Friedrich Wilhelm I.                       | 08. April 1819     | 1831/47 Prinzregent, 1847/66 Kurfürst von Hessen                                                                                |
| 230.     | von Martens                                | 07. Juli 1820      | K.k. Oberst |
| 231.     | Friedrich Wilhelm von Bismarck             | 09. Mai 1821       | württembergischer Generalleutnant                                                                                               |
| 232.     | Christian Friedrich von Cochenhausen       | 28. Juli 1821      | hessen-kasselscher Generalleutnant, Kriegsminister                                                                              |
| 233.     | Karl Müldner                               | 28. Juli 1821      | hessen-kasselscher Generalleutnant, Kriegsminister                                                                              |
| 234.     | Wilhelm von Safft                          | 28. Juli 1821      | preußischer Generalleutnant |
| 235.     | von Bieberstein                            | 23. September 1823 | preußischer Oberstleutnant |
| 236.     | Eduard von Peucker                         | 03. November 1823  | preußischer General der Infanterie                                                                                              |
| 237.     | Carl Ferdinand von Stein                   | 28. Juli 1823      | hessen-kasselscher Generalmajor                                                                                                 |
| 238.     | Philipp Bauer                              | 28. Oktober 1830   | hessen-kasselscher Generalleutnant                                                                                              |
| 239.     | Friedrich Trenk                            | 26. Januar 1832    | hessen-kasselscher Hauptmann |
| 240.     | Theodor Weiß                               | 16. September 1849 | hessen-kasselscher Generalmajor, Kriegsminister                                                                                 |
| 241.     | Karl Friedrich Ludwig von Hahn             | 08. Januar 1850    | preußischer General der Infanterie                                                                                              |
| 242.     | Alexander von Hessen und bei Rhein         | 20. März 1860      | |